# Panamomus yoshidai
Panamomus yoshidai là một loài bọ cánh cứng trong họ Endomychidae. Loài này được Kiuchi miêu tả khoa học năm 1972.